# Népszerű Főiskola Könyvtára
A Népszerű Főiskola Könyvtára egy rövid életű 20. század eleji magyar könyvsorozat volt, amely Földes Béla, Lóczy Lajos, és Alexander Bernát szerkesztésében és a Franklin Irodalmi és Nyomdai Rt. gondozásában Budapesten jelent meg 1905 és 1920 között. Az egyes könyvek a Budapest Népszerű Főiskolában tartott előadások anyagát tartalmazták.

## Kötetei
- I. kötet. Marczali Henrik. A nemzetiség történet-bölcseleti szempontból. A népszerű főiskolán (University Extension) előadta –. (116 l.) 1905
- II. kötet. Salgó Jakab, dr. A szellemi élet hygienája. A népszerű főiskolán tartott előadásai nyomán írta –. (191 l.) 1905
- III. kötet. Berzeviczy Albert, dr. A cinquecento fesztészete és szobrászata (Tekintet nélkül Velencére.) A népszerű főiskolán tartott előadásai nyomán írta –. (124 l.) 1906
- IV. kötet. Ferdinándy Géza, dr. A magyar alkotmány történeti fejlődése. A népszerű főiskolán tartott előadásai nyomán írta –. (144 l.) 1906
- V. kötet. Beke Manó, dr. Bevezetés a differenciál- és integrál-számításba. A népszerű főiskolai tanfolyam 1906. évi II. sorozatában tartott előadások. (211 l.) 1908 (második kiadása 1920)
- VI. kötet. Haraszti Gyula: Edmond Rostand. A népszerű főiskolán (University Extension) tartott előadásai nyomán írta. 1912[3]
- VII. kötet. Apponyi Albert: Magyar közjog osztrák világításban. Négy előadás az 1912. évi Népszerű Főiskolai Tanfolyamon. 1912
- VIII. kötet